# NGC 15

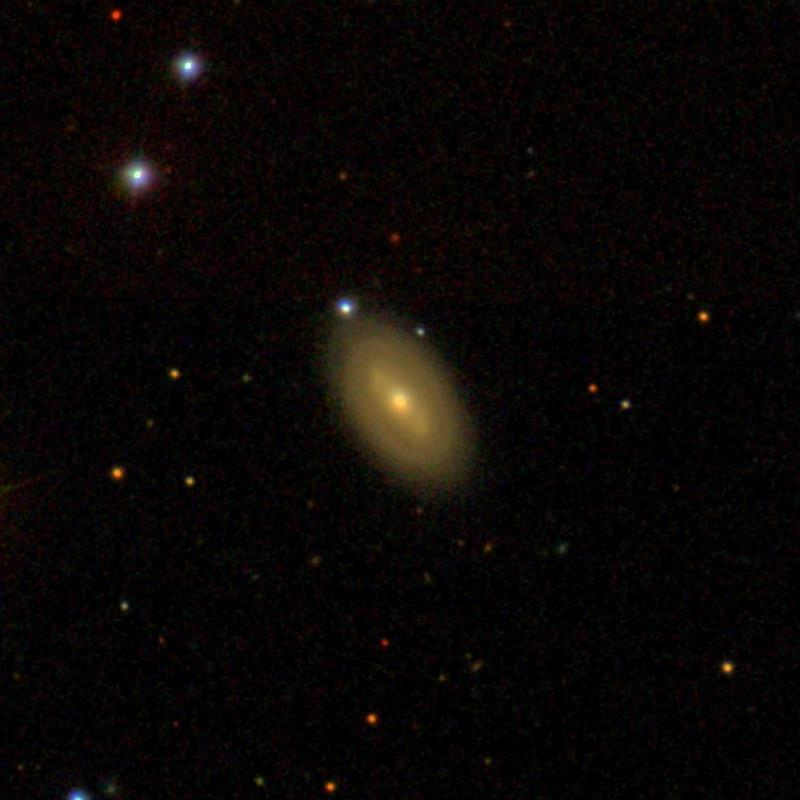
NGC 15

NGC 15，是飛馬座的一個漩渦星系。星等為13.9，赤經為9分2.4秒，赤緯為+21°37'30"。在1864年10月30日首次被發現。發現人是阿爾伯特·馬爾夫。史隆數位巡天曾經拍攝到NGC 15的照片。